# 박종현 (1934년)
박종현(朴琮炫, Park, Chong-Hyun, 1934년~)은 대한민국의 교육자, 철학자이다. 현재 성균관대학교 철학과 명예교수이다. 박종현은 성균관대에서 철학과 교수로 재직(1972~2002)하면서 한국에서 서양 고대 그리스 철학의 연구 및 교육의 토대를 마련한 것으로 유명하다.

## 생애
박종현은 1934년 경남 남해에서 출생하여 1955년 서울대학교 철학과에 입학하여 1962년 2월 졸업하였다. 이후 같은 대학교 대학원 철학과에 진학하여 1965년 2월 석사 학위를 취득하였다. 그는 또한 1961년 3월 ‘자유문학’ 지에 문학평론으로 등단하여 이후 1969년까지 문학평론가로 활동한다.
1972년 성균관대학교 철학과 교수로 부임하였고, 1973년 3월부터 1975년 2월까지 4대 철학과장을 맡았다. 1987년 3월 부터 1988년까지 아테네대학교 연구교수를 지냈으며, 1990년부터 1992년까지 서양고전학회 회장을 지냈다. 1992년 상반기 동안 옥스퍼드 대학교 Balliol College 연구교수를 지냈다. 이후 성균관대에서 연구와 교육을 이어가다 2000년에 퇴임하였다. 2007년에는 국제그리스철학협회(IAGP: The International Association of Greek Philosophy) 명예회장으로 추대되었다. 2017년에는 대한민국 학술원 회원으로 선출되었다.

## 업적
박종현은 주로 서양 고대 그리스 철학을 연구하였다. 특히 플라톤의 저작들에 대한 엄밀하고 상세한 역주를 갖춘 번역서를 냄으로써 한국의 서양 고전철학 연구의 기초를 정초하였고, 또한 『희랍 사상의 이해』,『플라톤』과 같은 저서를 통해 플라톤 연구가 뿌리를 내리는데 기여한 것으로 유명하다.

### 저술
박종현의 첫 저술은 《희랍 사상의 이해》(종로서적: 1982년)였는데, 이는 1970년에서 1981년까지 발표한 헬라스 사상 전반 및 플라톤 철학과 관련된 논문들과 기타 글들을 수정 또는 첨삭한 뒤에 수록한 책이다. 이 책에서 박종현은 나름대로 헬라스 사상과 플라톤 철학을 핵심적이며 특징적인 관점에서 고찰하였다. 이 책으로 해서, 이듬 해 ‘열암 학술상’을 받았고, 1985년 1월호 ‘신동아’ 별책 부록: 현대한국의 명저 100권(1945~1984) 중의 하나로 ‘철학 편’에 선정되었다.
박종현의 그 다음 저술은 《헬라스 사상의 심층》(서광사: 2001: 2002년도 대한민국학술원 우수학술도서 선정)인데, 이는 1984년에서 1994년에 걸쳐서 발표했거나 따로 써둔 논문들을 대대적으로 첨삭하여 발간한 책이다. 이 책에서 헬라스 사상을 나름대로 심층적으로 파고 들었다.
최근의 저술은 《적도(適度) 또는 중용의 사상》(아카넷: 2014: 2015년도 대한민국학술원 우수학술도서 선정)이다. 그는 지금까지의 연구 성과를 이 주제와 관련되는 한 모두 모아 담은 주된 저술이다. 이후 2022년에 이 책을 대대적으로 개정하고 보완해서 새로 출판한다.

### 번역
박종현은 《플라톤 전집》의 역주(譯註) 작업으로 한국 학계의 기여가 크다. 박종현은 플라톤의 《국가(政體)》(서광사: 1997년, 개정 증보판 2005년: 1997년 문화체육부 우수학술도서 및 제30회 추천도서), 《플라톤의 네 대화편: 에우티프론/소크라테스의 변론/크리톤/파이돈》과 《필레보스》(2005년도 대한민국학술원 기초학문육성 우수학술도서 선정), 《법률》(2009년: 2010년 같은 우수학술도서 선정), 《프로타고라스/라케스/메논》(2011년 같은 우수학술도서 선정), 《고르기아스/메넥세노스/이온》(2019년 같은 우수학술도소 선정), 《소피스테스/ 정치가》(2021년 같은 우수학술 도서선정) 등등 총 21편의 대화편들을 아홉권으로 묶어 냈다.

## 수상
- 열암학술상 (열암기념사업회) 1983.12.16
- 성균가족상 대상 (성균관대학교) 1999.12.17
- 옥조근정훈장 (대통령) 2000.02
- 서우철학상 (서우철학상운영이사회) 2000.06.09
- 인촌상, 학술부문 (인촌기념회·동아일보사) 2003.10.10[3]

## 출판

### 주요 논문
- 희랍인들의 탐구정신의 전개과정 1970 哲學硏究, 5집, 59-93
- 希臘哲學을 통해서 본 만듦(創造)의 문제 1977 哲學, 11집, 1-38
- 플라톤의 형상이론의 기본구조에 관한 고찰 1979 人文科學, 8권, 27-46
- 플라톤의 dialektike 와 측정술(metretike) 1981 人文科學, 10권, 57-80
- 아리스토텔레스의 플라톤 비판 1984 人文科學, 13권, 189-213
- 플라톤의 結合理論 1987 西洋古典學硏究, 1집, 1-41
- 희랍 비극에서의 상황과 행위 1990 西洋古典學硏究, 4집, 51-67
- 플라톤의 자연법 사상 1992 西洋古典學硏究, 6집, 1-24
- 플라톤 철학의 기본 구조 2017 학술원논문집, 56집 2호, 1-50
- 플라톤의 정치가 그리고 법률제정 2021 학술원논문집, 60집 1호, 1-54

### 주요 저서
- 희랍 사상의 이해 1982 종로서적
- 플라톤의 국가(정체) (박종현 역주) [개정증보판: 2005] 1997 서광사
- 헬라스 사상의 심층 2001 서광사
- 플라톤의 네 대화 편: 에우티프론/소크라테스의 변론/크리톤/파이돈 (박종현 역주) 2003 서광사
- 플라톤의 법률/미노스/에피노미스 (박종현 역주) 2009 서광사
- 플라톤의 프로타고라스/라케스/메논 (박종현 역주) 2010 서광사
- 적도(適度) 또는 중용의 사상 [개정 증보판: 2022] 2014 아카넷 [개정 증보판: 서광사]
- 플라톤의 향연/파이드로스/리시스 (박종현 역주) 2016 서광사
- 플라톤의 고르기아스/메넥세노스/이온 (박종현 역주) 2018 서광사
- 플라톤의 소피스테스/정치가 (박종현 역주) 2021 서광사